# マルヌ県
マルヌ県（マルヌけん、le département de la Marne）は、フランスのグラン・テスト地域圏の県である。県名は、マルヌ川（la rivière de la Marne）に由来する。県都はシャロン･アン･シャンパーニュ、最大都市はランスである。

## 地理

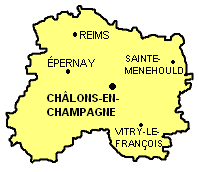

面積は 8 162 km²であり、フランス・メトロポリテーヌで7番目に面積が広い。マルヌ県はヴィルヌーヴ・ラ・リオンヌからトロワ＝フォンテーヌ＝ラベまで全長116km、クロミシーからクレールまで全長が97kmある。
県は、ランス郡･シャロン･アン･シャンパーニュ郡･エペルネー郡･ヴィトリー･ル･フランソワ郡の4つの地方に分けられる。中央部はプレーヌ・シャンプノワーズかシャンパーニュ・クレユーズと呼ばれ、ほとんどを穀物畑が占めている。西部はワイン生産で有名なヴィニョブル・ド・シャンパーニュである。西部には県で最も標高が高いモン・シナイ（283m）がある。東部は低い丘陵が連なる風景が広がる、アルゴンヌとペルトワである。

### 人口統計
マルヌ県は単独でシャンパーニュ＝アルデンヌ地域圏総人口の約40%を占めている。数十年かけて人口が減少している地域圏全体とは異なり、マルヌ県人口は1975年以降増加し続けているが、近年は56万人前後で停滞している。
| 1801年  | 1831年  | 1841年  | 1851年  | 1856年  | 1861年  | 1866年  |
| ------- | ------- | ------- | ------- | ------- | ------- | ------- |
| 304,651 | 337,076 | 356,632 | 373,302 | 372,050 | 385,498 | 390,809 |
| 1872年  | 1876年  | 1881年  | 1886年  | 1891年  | 1896年  | 1901年  |
| 386,157 | 407,780 | 421,800 | 429,494 | 434,734 | 439,577 | 432,882 |
| 1906年  | 1911年  | 1921年  | 1926年  | 1931年  | 1936年  | 1946年  |
| 434,157 | 436,310 | 366,734 | 397,773 | 412,156 | 410,238 | 386,926 |
| 1954年  | 1962年  | 1968年  | 1975年  | 1982年  | 1990年  | 1999年  |
| 415,141 | 442,135 | 485,388 | 530,399 | 543,627 | 558,217 | 565,229 |
| 2006年  | 2007年  | -       | -       | -       | -       | -       |
| 565,840 | 566,486 |         |         |         |         |         |

参照元:SPLAFと2006年はINSEE、2007年はINSEE。

## 歴史
フランス革命中の1790年3月4日に、旧シャンパーニュの一部から新設された。県設置の構想としては、人々が馬の背に乗って郡庁所在地まで2日で往復できる距離を目指した。1800年2月17日、知事職が設置された。ブルジョワ・ド・ジュサン（fr）が初代マルヌ県知事となり、38年間在職した。
ワーテルローの戦いで第七次対仏大同盟が勝利すると、1815年6月から1818年11月まで県はオーストリア軍に占領されていた。
1870年の普仏戦争では、アルザス＝ロレーヌでのフランス軍敗退のために、ドイツ軍がマルヌ県に達しフランス軍を分断した。1870年8月25日、パサヴァン＝タン＝アルゴンヌにて49人のギャルド・モビル（fr、国土防衛のため軍を補助し、内部秩序を維持する目的で召集された人々）が虐殺され、さらに100人が負傷した。この悲劇の目撃者たちはプロイセン人たちによる『野蛮な光景』について述べている。マクマオンと彼の軍隊はシャロン＝アン＝シャンパーニュに退却した。彼らはボーモン＝アン＝アルゴンヌ攻撃中に身柄を拘束された。その後彼らは1870年9月2日にナポレオン3世とともにアルデンヌ県のスダンで捕虜となった。
第一次世界大戦前、軍の防衛はディジョン、ラングル、ラン、ラ・フェールの各コミューンとともにフランス北東部第2の防衛ラインとして県内で確立されていた。
マルヌ県は多くの軍隊が通過するのを経験した。第一次マルヌ会戦、第一次シャンパーニュ会戦（fr）、第二次シャンパーニュ会戦（fr）、第三次シャンパーニュ会戦（fr）、第四次シャンパーニュ会戦（fr）、第二次マルヌ会戦（fr）、シュマン・ド・ダーム会戦（fr）である。
こうした紛争は特にマルヌ県に深刻な後遺症を残した。戦後残ったマルヌ県のゾーン・ルージュ（fr、戦争で物理的に損傷した土地の総称）は、フランス全土に生じたゾーン・ルージュの約1/7に相当した。ゾーン・ルージュの土壌はやせて、土地のほとんどは汚染されて森林で覆われることになり、別の活動は禁止されてしまった。マルヌ県に24 556ヘクタールあったゾーン・ルージュは、1921年には2185ヘクタールに減少した。多くのコミューンが再開墾こそが唯一の方法だと考えたのである。1921年当時、1538ヘクタールが『国の管理下』で保存されていた。ペルテ・レ・ユルリュのように、マルヌ県内で7つのコミューンが消滅した。

## 政治
近年、マルヌ県は常に国政選挙で右派候補を第一位に選んでいる（しかし2004年欧州議会議員選挙と2010年フランス地方選ではフランス社会党が第一党となった）。6人の国会議員と3人の元老院議員は中道またはUMPの党員である。地方行政では、マルヌ県評議会議長はUMPのルネ＝ポール・サヴァリーである。2001年から2008年まで、右派が県主要5都市をリードしていた。しかし2008年フランス地方選挙では、ヴィトリー＝ル＝フランソワで左派候補が、さらに県内で最も人口の多いランスでも左派候補が当選した。一方、マルヌ県の農村にある多くのコミューンでは右派の首長が多い。

## ギャラリー

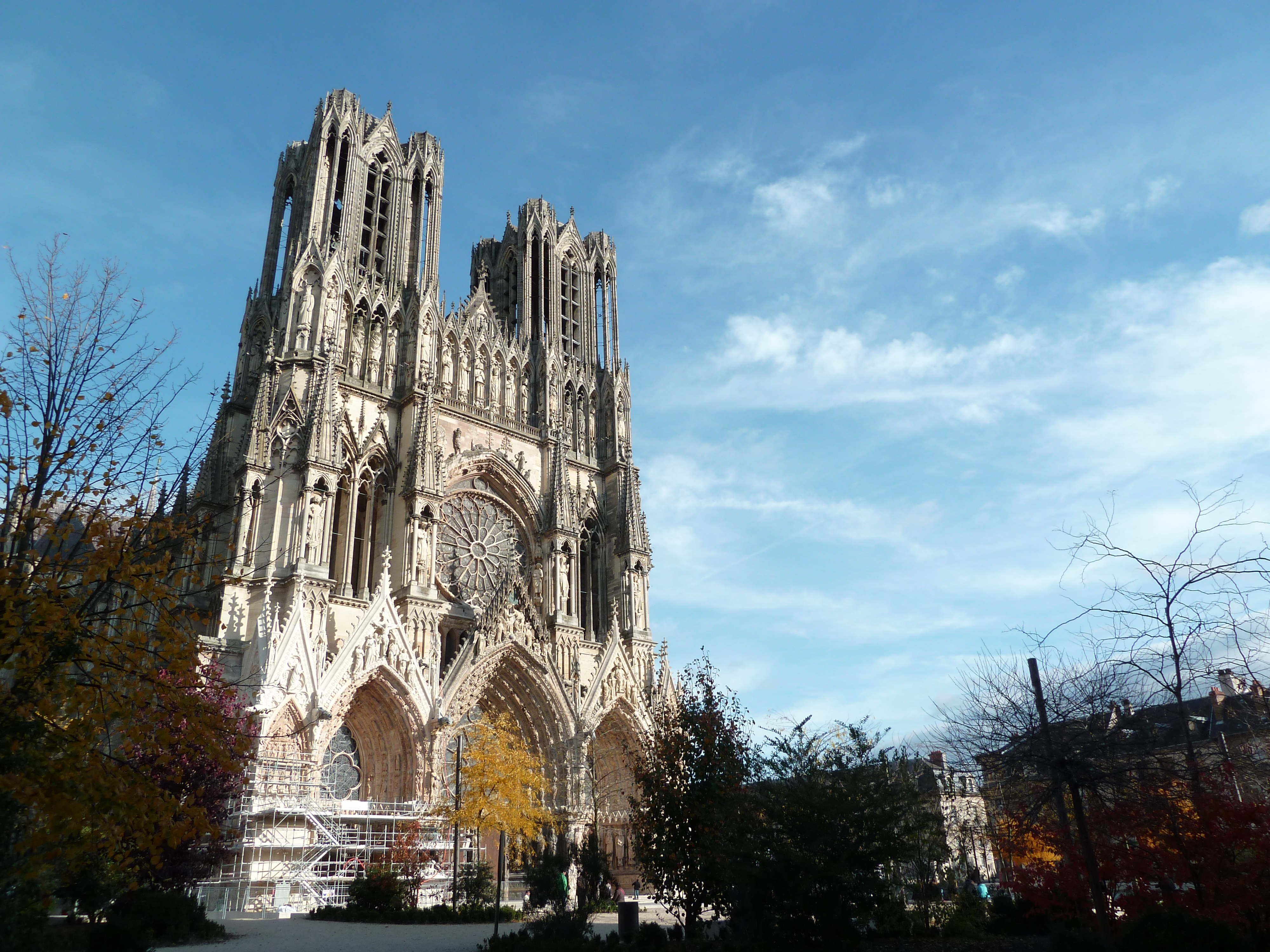
ランス大聖堂
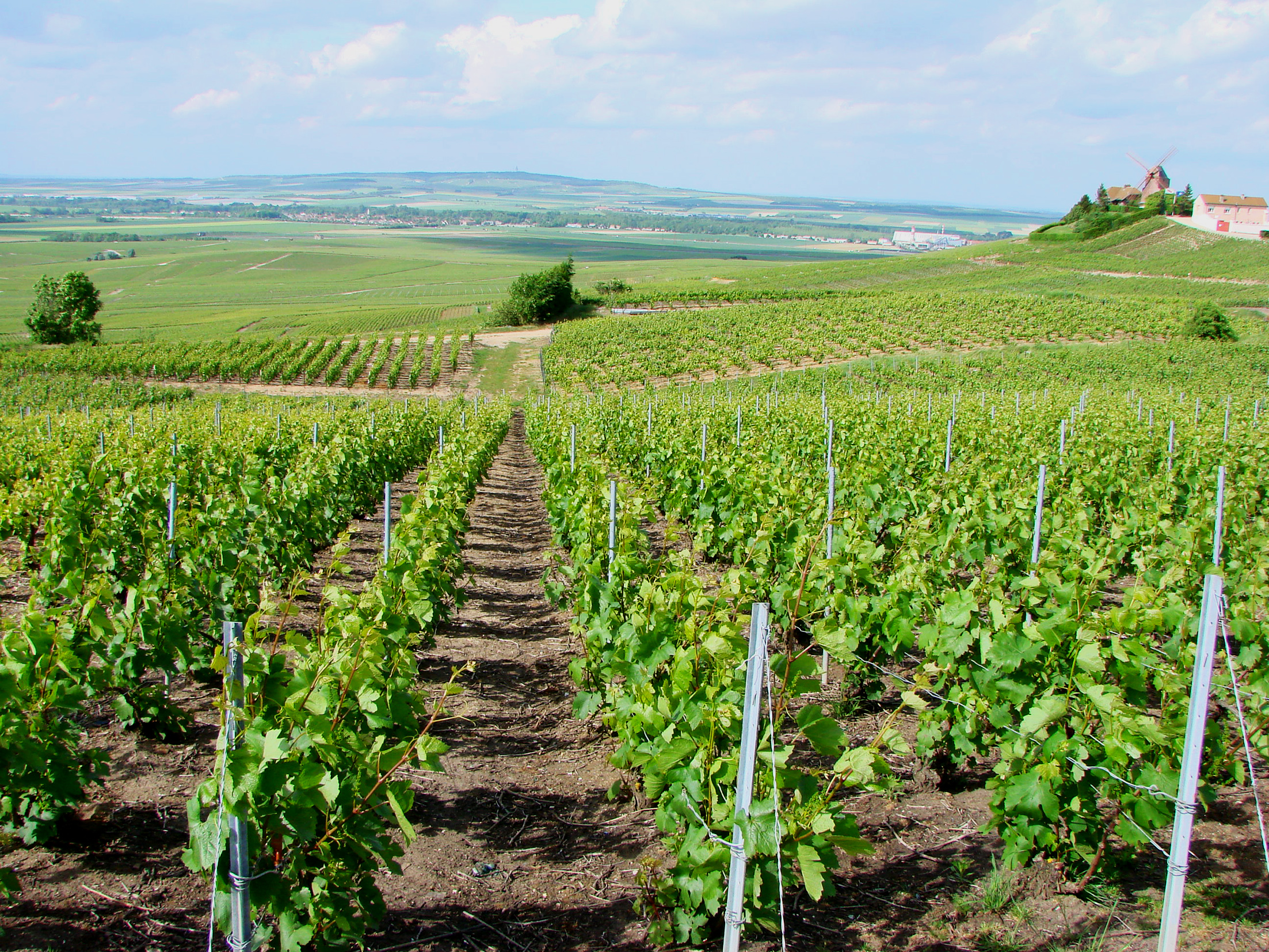
ヴェルズネーのブドウ畑
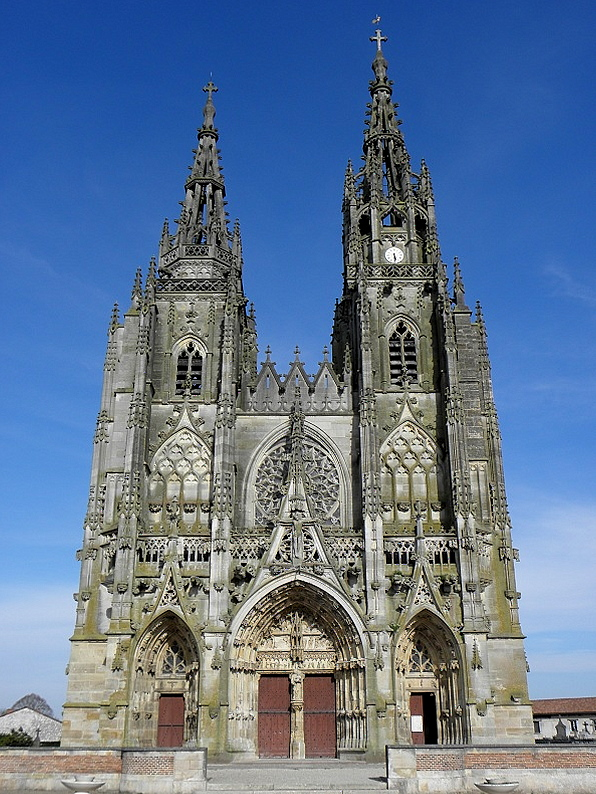
レピーヌのバシリカ